# Waldhopf (Baumhopf)
Der Waldhopf (Phoeniculus castaneiceps, Syn.: Rhinopomastus castaneiceps) ist ein Vogel aus der Familie der Baumhopfe (Phoeniculidae).
Es wurde aufgrund von Unterschieden in der Morphologie, der Lautgebungen und des Verhaltens vorgeschlagen, die Art der Gattung Sichelhopfe (Rhinopomastus) zuzuordnen, so in IUCN Redlist, ist aber noch nicht allgemein akzeptiert.
Früher wurde die Art auch als Scoptelus castaneiceps geführt.
Der Vogel kommt in der Demokratischen Republik Kongo, der Elfenbeinküste, in Ghana, Guinea, Kamerun, Liberia, Nigeria, in der Republik Kongo, in Ruanda, Uganda und in der Zentralafrikanischen Republik vor.
Sein Lebensraum umfasst Primärwald, Sekundärwald, alte Plantagen und Waldränder sowie parkähnliche Areale mit großen Bäumen von (0) bis 1200 bis 2300 m Höhe.
Das Artepitheton kommt von altgriechisch κάστανον kastanon, deutsch ‚kastanienfarben‘ und lateinisch ceps ‚Kopf, Kappe‘.

## Merkmale
Der Vogel ist 25 bis 28 cm groß und wiegt zwischen 22 und 26 g. Er ist relativ klein, schlank und dunkel mit einem langen Schwanz. Charakteristisch ist das fehlende Weiß weder auf den Flügeln noch auf dem Schwanz. Der Kopf des Männchens ist sehr variabel braun, weiß oder glänzend grün, der Rücken schimmert blaugrün oder grünlich-blau, der Schwanz ist violett, die Flügel sind dunkelblau mit grünlichem Schimmer, die Unterseite ist matt grünlich bis schwarz. Der Schnabel ist relativ kurz und gerade, dunkelgrau mit cremefarben bis gelber Schneidekante, zur Basis zu schwärzlich. Die Iris ist dunkel braun, die Füße sind schwarz. Das etwas kleinere Weibchen hat weniger glänzendes Gefieder und immer einen braunen Kopf. Jungvögel sind matter gefärbt, haben keinen Glanz und einen dunkelbraunen Kopf.

## Geografische Variation
Es werden folgende Unterarten anerkannt:
- P. c. castaneiceps (Sharpe, 1871), Nominatform – Westafrika von Liberia bis Nigeria
- P. c. brunneiceps (Sharpe, 1903), – Ostafrika von Kamerun und der Demokratischen Republik Kongo bis Uganda und Kenia

## Stimme
Der Ruf wird als Folge von 7 bis 9, seltener bis 20 lauten klagenden Pfeiflauten „kweep-wheep-wheep-wheep...-wheew“ beschrieben sowie als sehr hochtoniger Kontaktruf „sii-sii-sii“, auch im Fluge.

## Lebensweise
Die Nahrung besteht großteils aus Gliederfüßern, auch kleineren Früchten, Beeren und Pflanzensamen, die nahezu ausschließlich hoch in den Bäumen gesucht werden durch geschicktes Klettern entlang auch kleiner Äste. Termiten können im Fluge gefangen werden, auch werden eingerollte Blätter geöffnet und nach Insekten durchsucht. Die Art tritt allein, in Paaren, gern auch in kleinen Gruppen oder in gemischten Jagdgemeinschaften auf.
Die Brutzeit könnte in Liberia im April, in Uganda im November bis Dezember liegen, das Nest wird in hochgelegenen Baumhöhlen angelegt.

## Gefährdungssituation
Die Art gilt als nicht gefährdet (Least Concern).